# 臺南市東區勝利國民小學
臺南市東區勝利國民小學（簡稱勝利國小），是一所位於臺灣臺南市東區的國民小學，與臺南市私立光華高級中學隔勝利路相望。其前身為台灣日治時期昭和14年（1939年）創設的「台南市竹園公學校」。

## 歷史沿革
1939年，勝利國小創校，校名為「臺南市竹園公學校」，專供台籍學童就讀。
1941年，校名改稱為「臺南市竹園國民學校」。
1946年，因勝利國小為當時臺南市東區唯一的小學，所以校名改為「臺南市東區國民學校」。此外，校門前的馬路「竹園町」，因慶祝國民政府八年對日抗戰勝利，而改路名為「勝利路」。
1947年，校名改稱為「臺南市東區勝利國民學校」。
1956年，增設後甲分校（民國四十八年獨立為東區東光國民學校）
1961年，又增設竹園分校（民國五十二年獨立為東區博愛國民學校）
1968年，政府實施九年國民教育，改稱為「臺南市東區勝利國民小學」迄今。

## 學校象徵

### 校徽
校徽是1949年時，由當時的總務主任曾其昌及蘇木樹老師共同設計而成。校徽採三層結構，上端為黑色「勝利」二字，中間為紅色英文字Victory的縮寫「V」（代表勝利），底端為兩條由月桂樹葉編成的桂冠，由下而上環繞成圓形。以前在奧林匹克運動會中，參加各種比賽競技中勝利的人，都會在頭上戴著用月桂樹葉編成的王冠，稱為「桂冠」；校徽中的桂冠葉，就是代表勝利的意思。所以勝利國小校徽上的三種圖樣分別代表的意義就是「勝利！勝利！勝利！」

### 校歌
校歌在1961年左右，由當時王三甲老師之先生陳子堅教授作詞，蔡誠絃教授作曲而完成。陳教授本名陳恆斌，子堅為其筆名，當時任教於臺南師院國文系；蔡誠絃教授為陳教授的同事，當時任教於臺南師院音樂系。兩人學有專攻，所寫之校歌歌詞雅致，意義深遠，旋律輕快悠揚。

## 文化資產
勝利國小於1953年重建的禮堂為臺南市歷史建築，公告日期是2005年10月6日。日治時期的學校禮堂於1952年11月貝斯颱風侵臺時遭火燒毀，於隔年重建，至該年（1953年）9月25日完工。

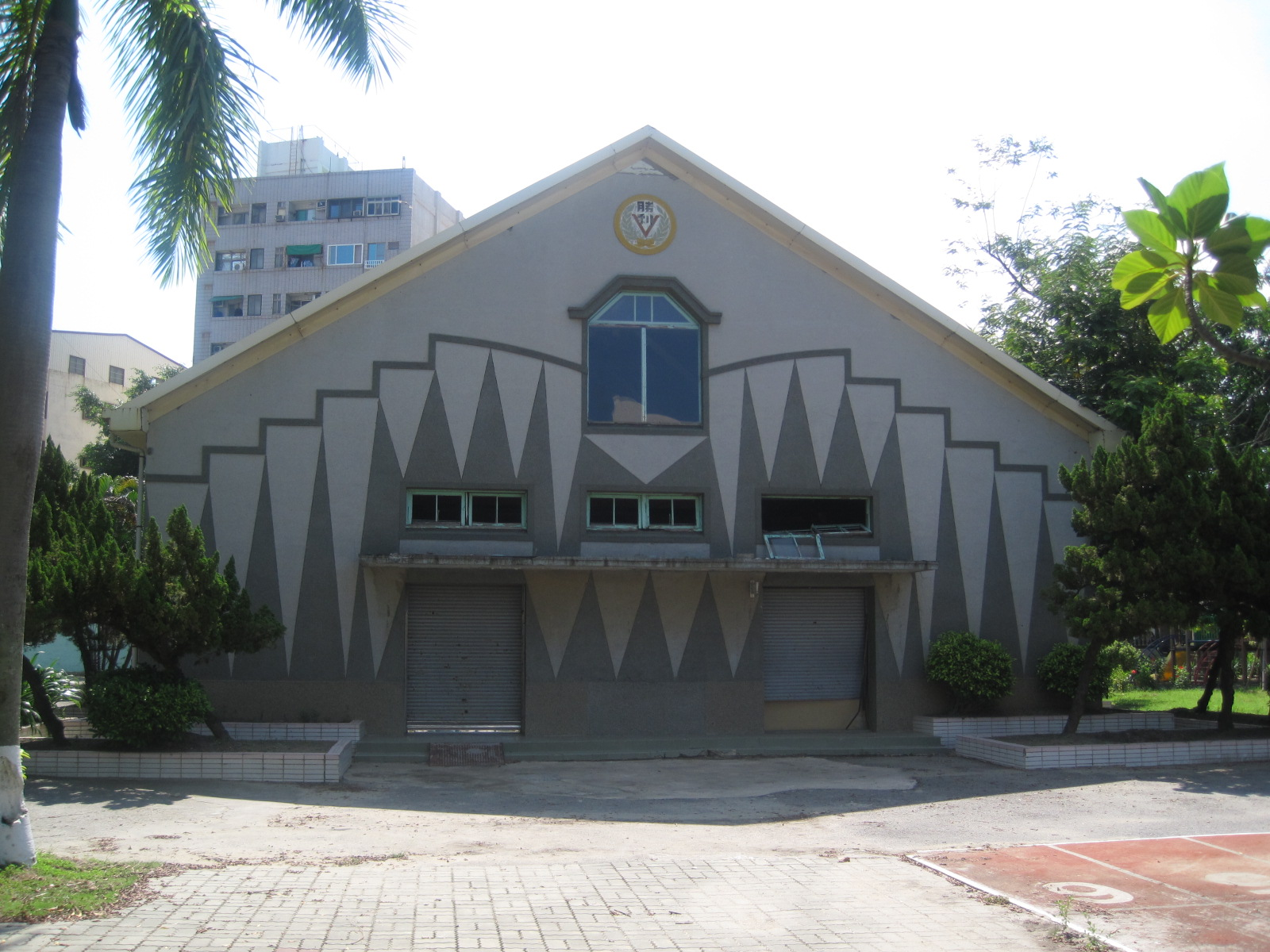
整修前的禮堂
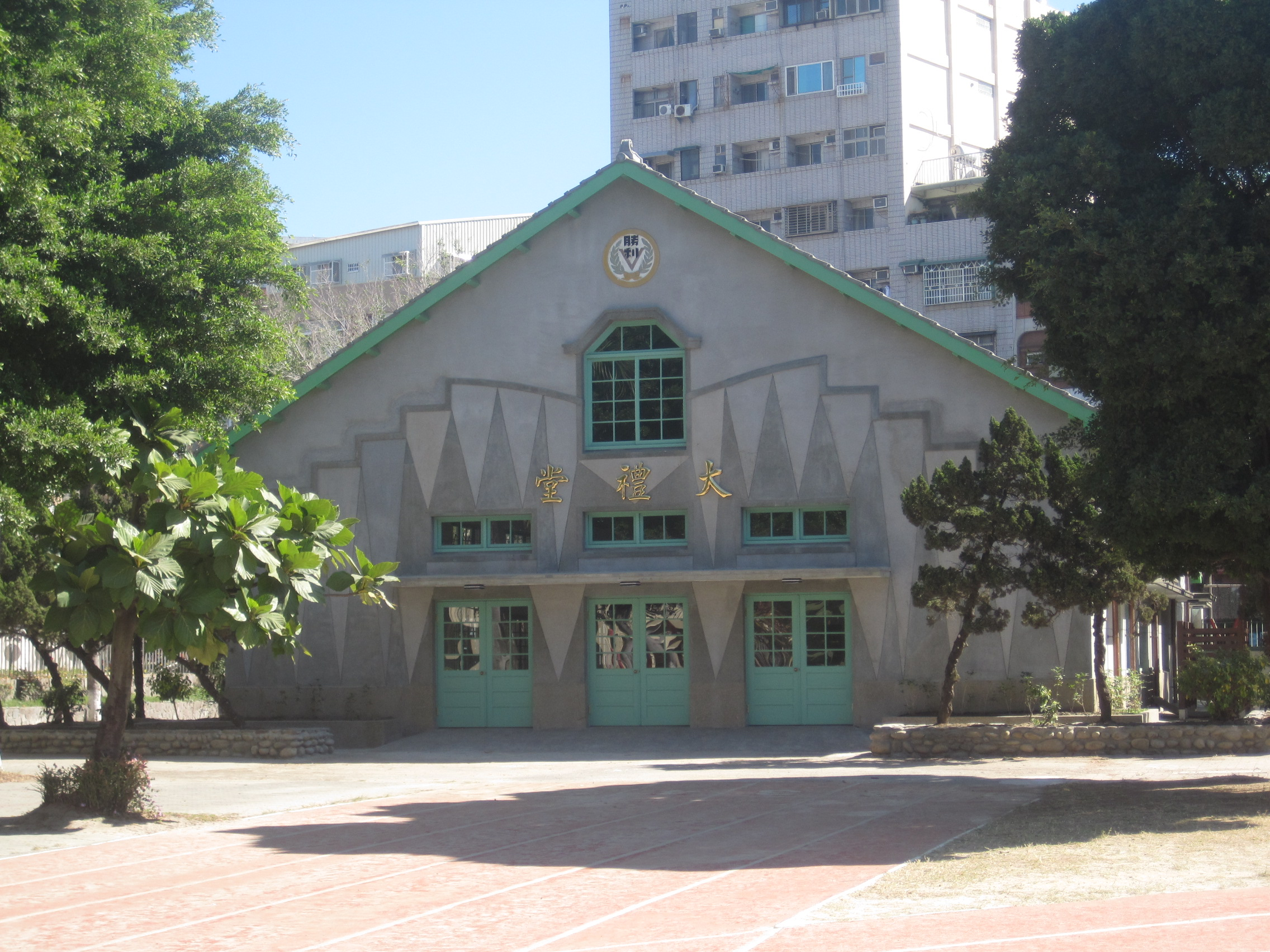
整修後的禮堂